# Nabis oscillans
Nabis oscillans är en insektsart som beskrevs av Blackburn 1888. Nabis oscillans ingår i släktet Nabis och familjen fältrovskinnbaggar. Inga underarter finns listade i Catalogue of Life.